# Lista över hajsläkten och arter
Denna lista över hajsläkten och arter tar upp de kända arterna av hajar och vilka släkten de tillhör.

## Carcharhinidae -Gråhajartade hajar
- Släktet Carcharhinus
  - Svartnoshaj C. acronotus
  - Silverspetshaj C. albimarginatus
  - Stornosig haj C. altimus
  - Graciös haj C. amblyrhynchoides
  - Grå revhaj C. amblyrhynchos
  - Grisögonhaj C. amboinensis
  - Borneohaj C. borneensis
  - Kopparhaj C. brachyurus
  - Spinnarhaj C. brevipinna
  - C. cautus
  - C. dussumieri
  - Silkeshaj C. falciformis
  - Bukthaj C. fitzroyensis
  - Galapagoshaj C. galapagenisis
  - Kontrasthaj C. hemiodon
  - Fintandad haj C. isodon
  - Slättandad svartspetshaj C. leiodon
  - Större svartfenad revhaj C. limbatus
  - Vitspetsig oceanhaj C. longimanus
  - Tjurhaj C. leucas
  - Hårdnosig haj C. macloti
  - Mindre svartfenad revhaj C. melanopterus
  - C. menisorrah
  - Mörkhaj C. obscurus
  - Karibisk revhaj C. perezi
  - Högfenad haj C. plumbeus
  - Småstjärtad haj C. porosus
  - Svartfläckshaj C. sealei
  - Natthaj C. signatus
  - Stjärtfläckad haj C. sorrah
  - Australisk svartspetshaj C. tilstoni
  - C. wheeleri

- Släktet Galeocerdo
  - Tigerhaj G. cuvier

- Släktet Glyphis
  - Gangeshaj G. gangeticus
  - Spjuttandad flodhaj G. glyphis
  - Siamesisk flodhaj G. siamensis

- Släktet Isogomphodon
  - Dolknoshaj I. oxyrhynchus

- Släktet Lamiopsis
  - Bredfenad haj L.temminckii

- Släktet Loxodon
  - Gluggögonhaj L. macrorhinus

- Släktet Nasolamia
  - Vitnoshaj N. velox

- Släktet Negaprion
  - Vassfenad citronhaj N. acutidens
  - Citronhaj N. brevirostris

- Släktet Prionace
  - Blåhaj P. glauca

- Släktet Rhizoprionodon
  - Mjölkhaj R. acutus
  - Brasiliansk skarpnoshaj R. lalandii
  - Amerikansk skarpnoshaj R. longurio
  - Grå skarpnoshaj R. oligolinx
  - Karibisk skarpnoshaj R. porosus
  - Australisk skarpnoshaj R. taylori
  - Atlantisk skarpnoshaj R. terraenovae

- Släktet Scoliodon
  - Skovelnoshaj S. laticaudus

- Släktet Triaenodon
  - Vitspetsig korallhaj T. obesus

## Squatinidae- Havsängelhajar
- Släktet Squatina
  - Tagghavsängel S. aculeata
  - S. africana
  - Argentinsk havsängel S. argentina
  - S. armata
  - Australisk havsängel S. australis
  - Stillahavsängel S. californica
  - Karibisk havsängel S. dumeril
  - Taiwanesisk havsängel S. formosa
  - Vinklad havsängel S. guggenheim
  - Japansk havsängel S. japonica
  - Nebulosahavsängel S. nebulosa
  - Dold havsängel S. occulta
  - Parfläckig havsängel S. oculata
  - Havsängel S. squatina
  - Fläckig havsängel S. tergocellata
  - Taggig havsängel S. tergocellatoides

## Heterodontidae -Tjurhuvudhajar
- Släktet Heterodontus
  - Hornhaj H. francisci
  - H. Galaetus
  - Japansk tjurhuvudhaj H. japonicus
  - Mexikansk hornhaj H. mexicanus
  - H. Omanensis
  - Port Jacksonhaj H. portusjacksoni
  - tjurhuvudhaj H. quoyi Galapagos
  - Vitfläckig tjurhuvudhaj H. ramalheira
  - Tjurhuvudhaj H. zebra

## Rhincodontidae -Valhajar
- Släktet Rhincodon
  - Valhaj R. typus

## Stegostomatidae
- Släktet Stegostoma
  - Sebrahaj S. fasciatum

## Ginglymostomatidae- sköterskehajar
- Släktet Ginglymostoma
  - Sköterskehaj G. cirratum

- Släktet Nebrius
  - Brun sköterskehaj N. ferrugineus

- Släktet  Pseudoginglymostoma
  - Kortstjärtad sköterskehaj P. brevicaudatum

## HemiscylliidaeBambuhajar
- Släktet Chiloscyllium
  - Arabisk matthaj C. arabicum
  - Burmesisk bambuhaj C. burmensis
  - Blåfläckig bambuhaj C. caerulopunctatum
  - Grå bambuhaj C. grisseum
  - Hasselts bambuhaj C. hasseltii
  - Slank bambuhaj C. indicum
  - Vitfläckig bambuhaj C. plagiosum
  - Brunbandad bambuhaj C. punctatum

- Släktet  Hemiscyllium
  - Indonesisk marmorerad matthaj H. freycineti
  - Papuansk epåletthaj H. hallstromi
  - Epåletthaj H. ocellatum
  - Huvad matthaj H. strahani
  - Marmorerad matthaj H. trispeculare

## Orectolobidaewobbegonghajar
- Släktet Orectolobus
  - Tofsprydd wobbegong O. dasypogon (föråldrad synonym?)
  - O. hutchinsi
  - Japansk wobbegong O. japonicus
  - Fläckig wobbegong O. maculatus
  - Ornamenterad wobbegong O. ornatus
  - Nordlig wobbegong O. wardi

- Släktet Sutorectus
  - Vårtig wobbegong S. tentaculatus

## BrachaeluridaeBlindhajar
- Släktet Brachaelurus
  - Blindhaj B. waddi

- Släktet Heteroscyllium (ifrågasatt släkte)
  - Blågrå matthaj H. colcloughi

## ParascylliidaeKragmatthajar
- Släktet Cirrhoscyllium
  - Skäggig matthaj C. expolitum
  - Taiwanesisk matthaj C. formosanum
  - Japansk matthaj C. japonicum

- Släktet  Parascyllium
  - Kragmatthaj P. collare
  - Rostfärgad matthaj P. ferrugineum
  - P.sparsimaculatum
  - Pärlhalsbandhaj P. variolatum

## Hemigaleidae Vesselhajar
- Släktet Chaenogaleus (ifrågasatt släkte)
  - Kroktandad haj C. macrostoma (ifrågasatt art)

- Släktet Hemigaleus
  - Australisk vesselhaj H. australiensis
  - Vassfenad vesselhaj H. microstoma (ifrågasatt art)
  - Glugghaj H. elongata

- Släktet Paragaleus
  - Vitspetsig vesselhaj P. leucolomatus
  - Atlantisk vesselhaj P. pectoralis
  - Slank vesselhaj P. randalli
  - Raktandad vesselhaj P. tengi

## TriakidaeHundhajar
- Släktet Furgaleus
  - Morrhårshaj F. macki

- Släktet Galeorhinus
  - Gråhaj G. galeus

- Släktet Gogolia
  - G. filewoodi

- Släktet Hemitriakis
  - H. abdita
  - Vassfenad hundhaj H. falcata
  - Japansk gråhaj H. japanica
  - Vitspetsig gråhaj H. leucoperiptera

- Släktet Hypogaleus
  - Svartspetsig gråhaj H. hyugaensis

- Släktet  Iago
  - Långnosig hundhaj I. garricki
  - Storögd hundhaj I. omanensis

- Släktet Mustelus
  - Gummihaj M. antarcticus
  - Nordlig hundhaj M. Asterias
  - Grå glatthaj M. californicus
  - Hundhaj M. canis
  - Skarptandad glatthaj M. dorsalis
  - Strimmig glatthaj M. fasciatus
  - Fläckfri glatthaj M. griseus
  - M. hacat
  - Brun glatthaj M. henlei
  - Småögd glatthaj M. higmani
  - Prickig glatthaj M. lenticulatus
  - Vassfenad glatthaj M. lunulatus
  - Stjärnprickig glatthaj M. manazo
  - Fläckig glatthaj M. mento
  - Mindre glatthaj M. minicanis
  - Arabisk glatthaj M. mosis
  - Sydlig hundhaj M. mustelus
  - Smalfenad glatthaj M. norrisi
  - Vitfläckig glatthaj M. palumbes
  - Svartfläckig glatthaj M. punctulatus
  - Smalnosig glatthaj M. schmitti
  - M. sinusmexicanus
  - Puckelryggig glatthaj M. whitneyi

- Släktet Scylliogaleus
  - S. quecketti

- Släktet Triakis
  - Skarpfenad leopardhaj T. acutipinna
  - Prickig leopardhaj T. maculata
  - Skarptandad leopradhaj T. megalopterus
  - Bandad leopardhaj T. scyllium
  - Leopardhaj T. semifasciata

## Sphyrnidae Hammarhajar
- Släktet Eusphyra
  - VinghuvudhajE. blochii

- Släktet Sphyrna
  - Kronhaj S. corona
  - Vitfenad hammarhaj S. couardi
  - Flerhornig hammarhaj S. lewini
  - Skophuvudhaj S. media
  - Stor hammarhaj S. mokarran
  - Skovelhuvad hammarhaj S. tiburo
  - Småögd hammarhaj S. tudes
  - Hammarhaj S. zygaena

## Leptochariidae
- Släktet Leptocharias
  - Skäggig hundhaj L. smithii

## Pseudotriakidae
- Släktet Pseudotriakis
  - Falsk katthaj P. microdon

## ProscylliidaeFenvalkatthajar
- Släktet Ctenacis
  - Harlekin fenkatthaj C. fehlmanni

- Släktet Eridacnis
  - Kubansk fenkatthaj E. barbouri
  - Mindre fenkatthaj E. radcliffei
  - Afrikansk fenkatthaj E. sinuans

- Släktet Gollum (även klassificerade bland hundhajarna)
  - Slank glatthaj G. attenuatus

- Släktet Proscyllium
  - Graciös fenkatthaj P. habereri
  - P. venustum

## ScyliorhinidaeKatthajar (rödhajar)
- 118 arter
  - Däribland Småfläckig rödhaj, Scyliorhinus canisculus = Scyliorhinus caniscula

## LamnidaeMakrillhajar
- Släktet Carcharodon
  - Vithaj C. carcharias

- Släktet Isurus
  - Makohaj I. oxyrinchus
  - Långfenad makohaj I. paucus

- Släktet Lamna
  - Laxhaj L. ditropis
  - Sillhaj L. nasus

## Cetorhinidae
- Släktet Cetorhinus
  - Brugd C. maximus

## AlopiidaeRävhajar
- Släktet Alopias
  - Stillahavsrävhaj A. pelagicus (ifrågasatt art)
  - Storögd rävhaj A. superciliosus
  - Rävhaj A. vulpinus

## Megachasmidae
- Släktet Megachasma
  - Jättemunhaj M. pelagios

## Pseudocarchariidae
- Släktet Pseudocarcharias
  - Krokodilhaj P. kamoharai

## Mitsukurinidae
- Släktet Mitsukurina
  - Trollhaj M. owstoni

## OdontaspididaeSandtigerhajar
- Släktet Carcharias
  - Sandtigerhaj C. taurus
  - Indisk sandtigerhaj C. tricuspidatus (ifrågasatt art)

- Släktet Odontaspis (eventuellt i egen familj)
  - Smaltandad sandtigerhaj O. ferox
  - Storögd sandtigerhaj O. noronhai

## HexanchidaeKamtandhajar
- Släktet Heptranchias
  - Sjubågig kamtandhaj H. perlo

- Släktet  Hexanchus
  - Sexbågig kamtandhaj H. griseus
  - Storögd sexbågig kamtandhaj H. nakamurai

- Släktet Notorynchus
  - Brednosig sjubågig kamtandhaj N. cepedianus

## ChlamydoselachidaeKråshajar
- Släktet Chlamydoselachus
  - Kråshaj C. anguineus

## SqualidaePigghajar
- Släktet Cirrhigaleus
  - Knottrig pigghaj C. asper
  - Mandarinpigghaj C. barbifer

- Släktet Squalus
  - Pigghaj S. acanthias
  - S. acutirostris
  - Långnosig pigghaj S. blainville (ifrågasatt art)
  - Kubansk pigghaj S. cubensis
  - Japansk pigghaj S. japonicus
  - Kortnosig pigghaj S. megalops (ifrågasatt art)
  - Svartstjärtad pigghaj S. melanurus
  - Korttaggig pigghaj S. mitsukurii
  - Cyrano pigghaj S. rancureli

## CentrophoridaeBladtandhajar
- Släktet Centrophorus
  - Nålbladtandhaj C. acus (ifrågasatt art)
  - Dvärgbladtandhaj C. atromarginatus
  - Bladtandhaj C. granulosus
  - Stumbladtandhaj C. harrissoni
  - Svartfenad bladtandhaj C. isodon
  - Lågfenad bladtandhaj C. lusitanicus
  - Småfenad bladtandhaj C. moluccensis
  - Taiwanesisk bladtandhaj C. niaukang
  - Kortfenad bladtandhaj C. squamosus
  - Mosaikbladtandhaj C. tessellatus
  - Mindre bladtandhaj C. uyato

- Släktet  Deania
  - Vinklad spetsnoshaj D. calcea
  - Svart spetsnoshaj D. hystricosum
  - Kölad spetsnoshaj D. profundorum
  - Högfenad spetsnoshaj D. quadrispinosum (ifrågasatt art)

## DalatiidaeSömnhajar
- 75 arter

## EchinorhinidaeHudtagghajar
- Släktet Echinorhinus
  - Tagghaj E. brucus
  - Knottrig tagghaj E. cookei

## PristiophoridaeSåghajar
- Släktet Pliotrema
  - Sexbågig såghaj P. warreni

- Släktet Pristiophorus
  - Långnosig såghaj P. cirratus
  - Japansk såghaj P. japonicus
  - Kortnosig såghaj P. nudipinnis
  - Bahamisk såghaj P. schroederi